# Sonate K. 471
La sonate K. 471 (F.415/L.82) en sol majeur est une œuvre pour clavier du compositeur italien Domenico Scarlatti.

## Présentation
La sonate K. 471, en sol majeur, notée Minuet, forme une paire avec la toccata qui précède. Le menuet est semblable aux autres pièces du même genre : K. 389, 393, 397, 440, que Pestelli regroupe à la suite dans son catalogue (P. 325, 326, 327 et 328).

## Manuscrits
Le manuscrit principal est le numéro 18 du volume XI (Ms. 9782) de Venise (1756), copié pour Maria Barbara ; les autres sont Parme XIII 18 (Ms. A. G. 31418), Münster I 6 (Sant Hs 3964) et Vienne C 6 (VII 28011 C). Une copie figure à la Morgan Library, manuscrit Cary 703 no 127,.

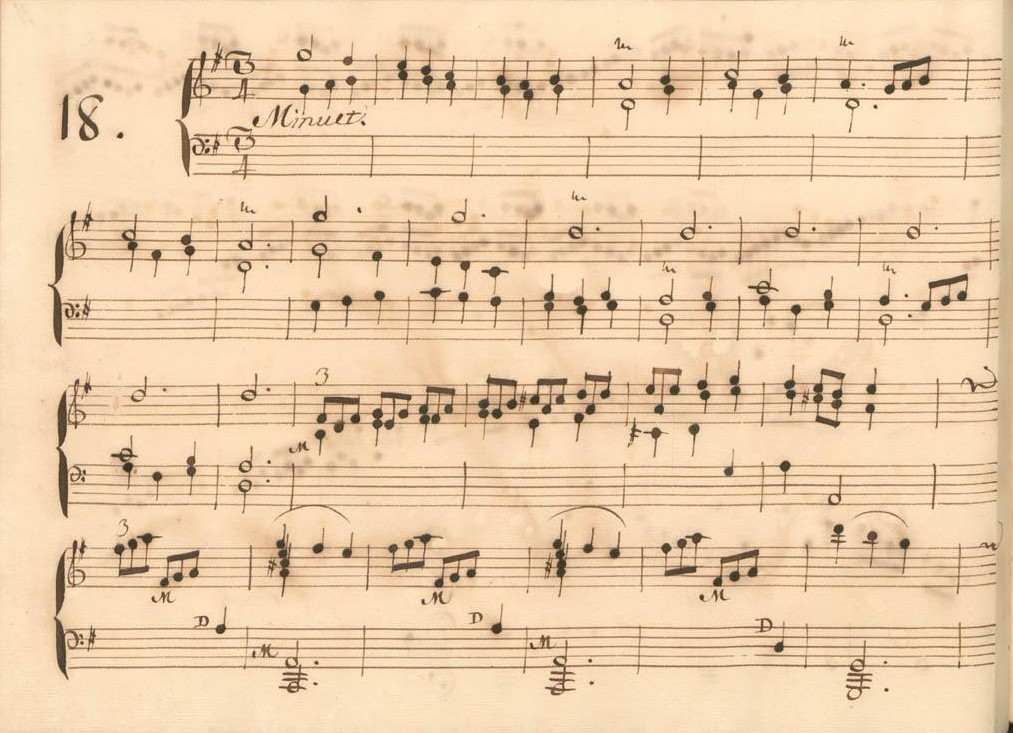
Parme XIII 18.
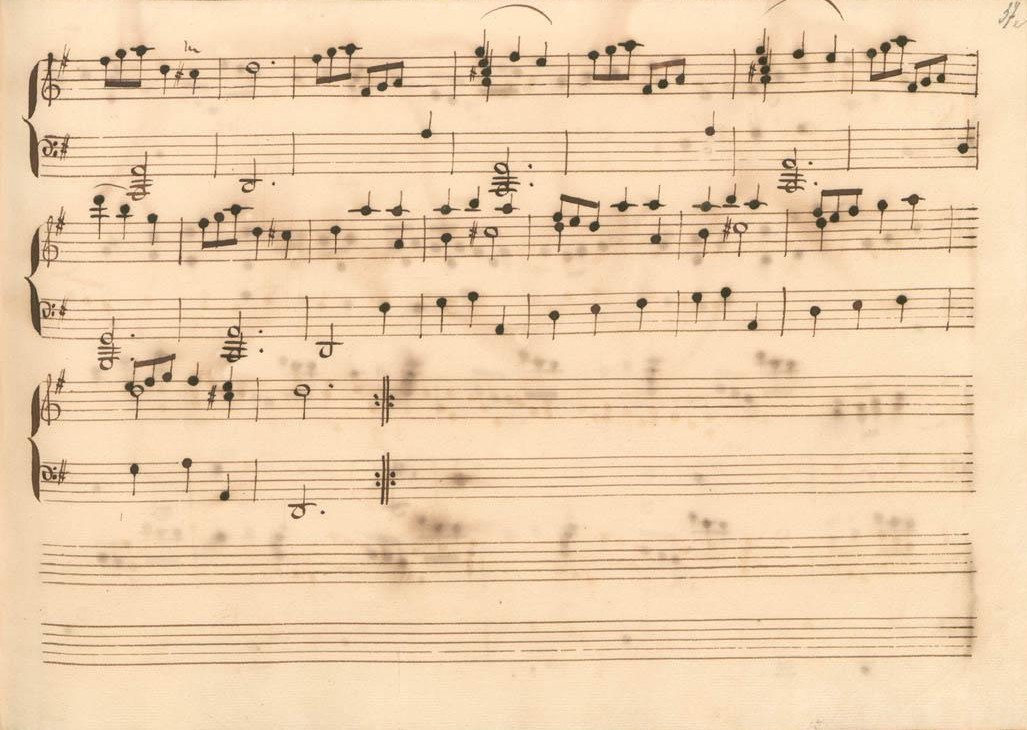
Parme XIII 18 (fin de la première section).
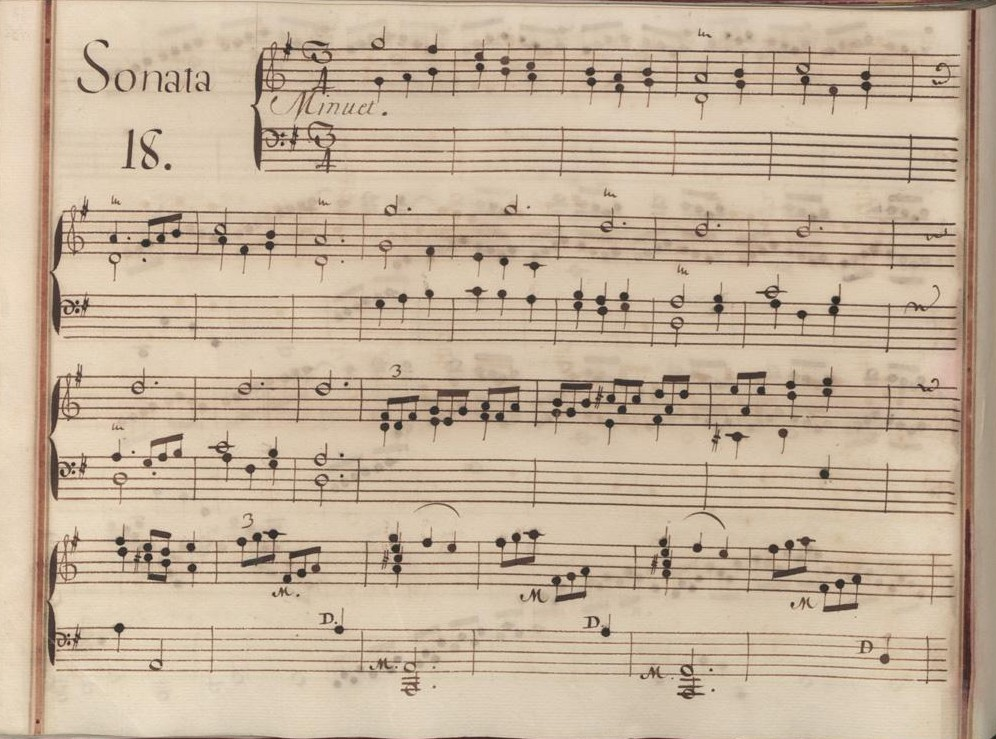
Venise XI 18.
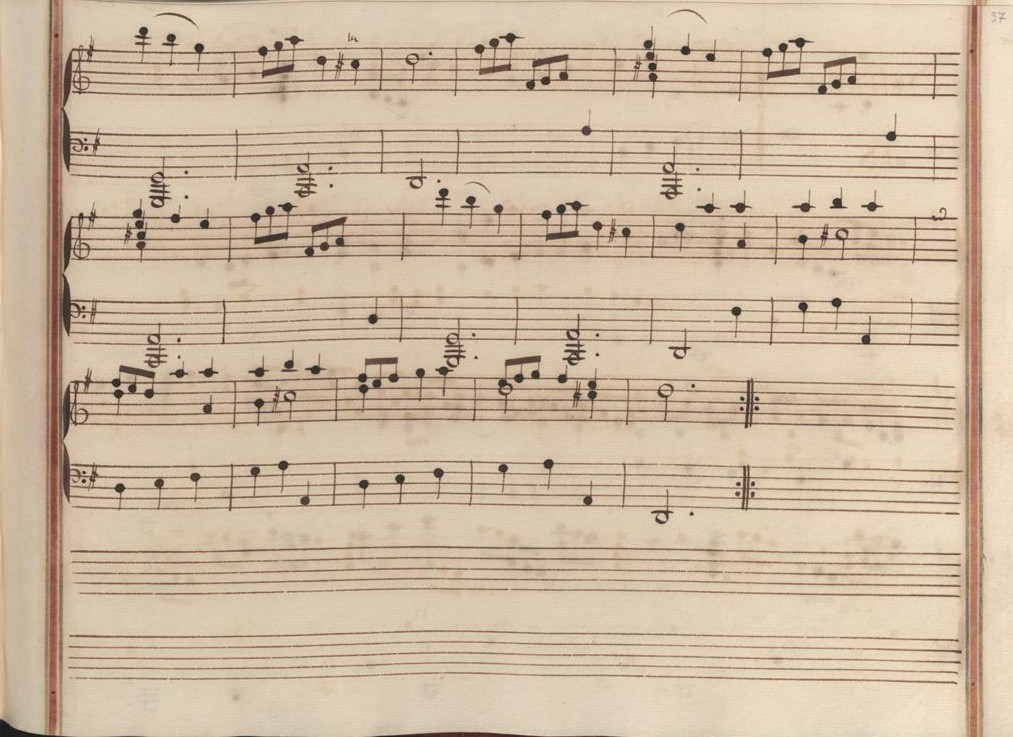
Venise XI 18 (fin de la première section).
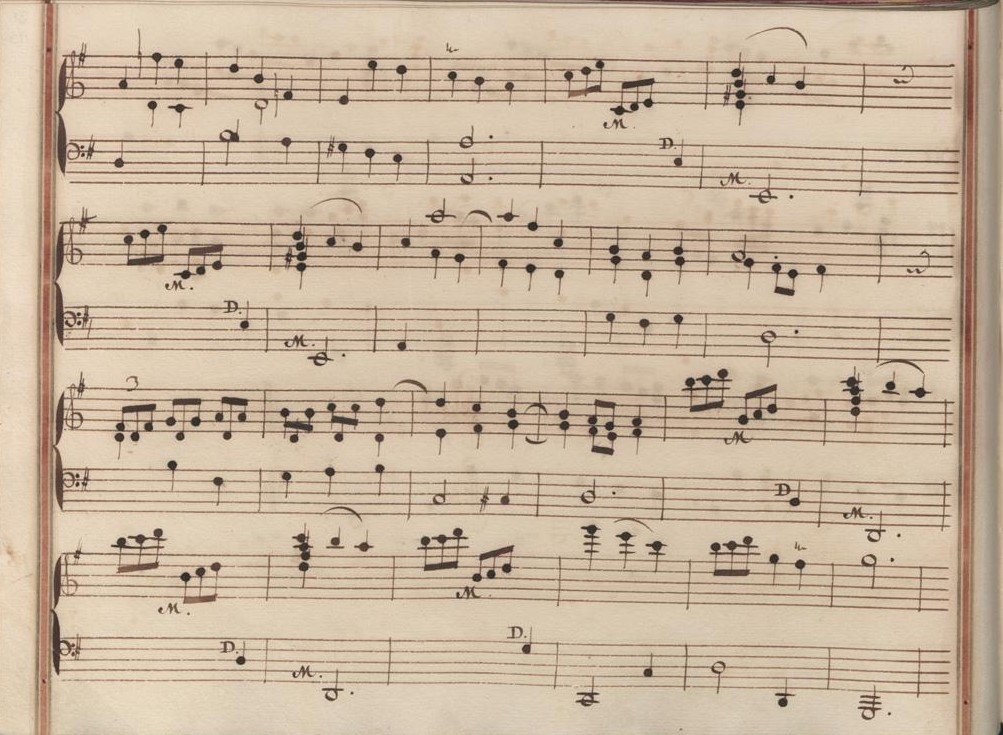
Venise XI 18 (début de la seconde section).
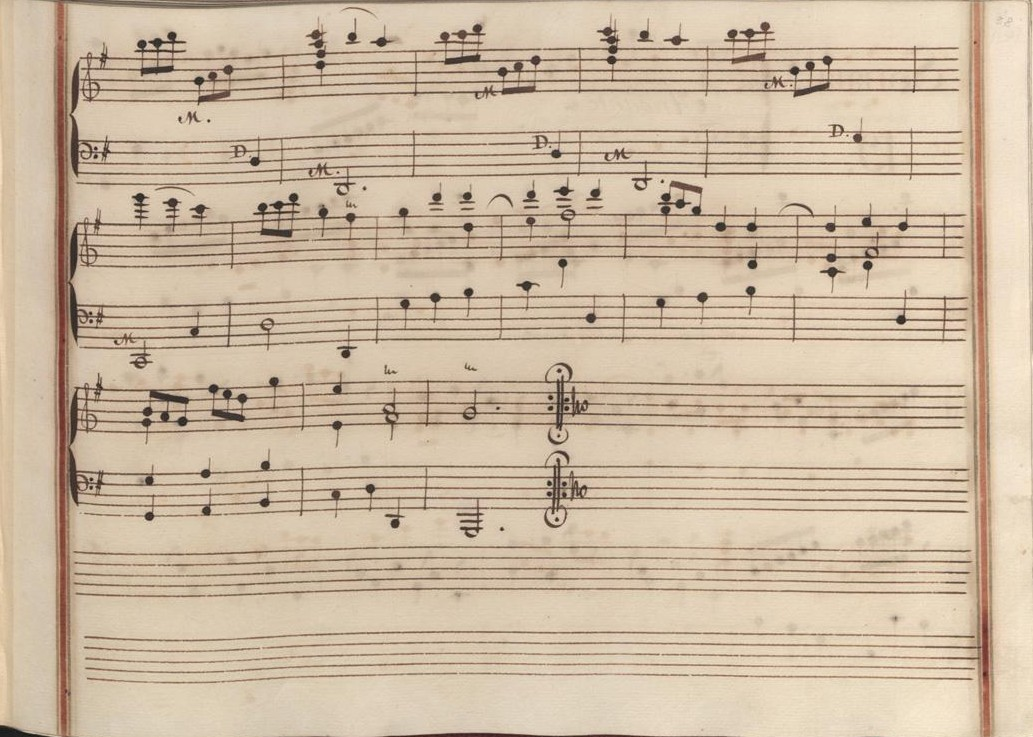
Venise XI 18 (fin de la sonate).

## Interprètes
La sonate K. 471 est défendue au piano notamment par Peter Katin (1985, Claudio Records), Carlo Grante (2016, Music & Arts, vol. 5) et Sergio Monteiro (2017, Naxos, vol. 18) ; au clavecin, elle est jouée par Scott Ross (1985, Erato), John Kitchen, sur une épinette Thomas Hitchcock c. 1728 de la Collection Russell d'Édimbourg (2001, Delphian), Richard Lester (2004, Nimbus, vol. 4) et Pieter-Jan Belder (Brilliant Classics, vol. 10).

## Sources
: document utilisé comme source pour la rédaction de cet article.
- Ralph Kirkpatrick (trad. de l'anglais par Dennis Collins), Domenico Scarlatti, Paris, Lattès, coll. « Musique et Musiciens », 1982 (1re éd. 1953 (en)), 493 p. (ISBN 978-2-7096-0118-4, OCLC 954954205, BNF 34689181).
- Alain de Chambure, « Domenico Scarlatti, Intégrale des sonates — Scott Ross », Erato/Éditions Costallat (2564-62092-2 (livret : 2292-45309-2)), 1985 (OCLC 891183737) .